# Erhardstraße 3 (Bad Kissingen)

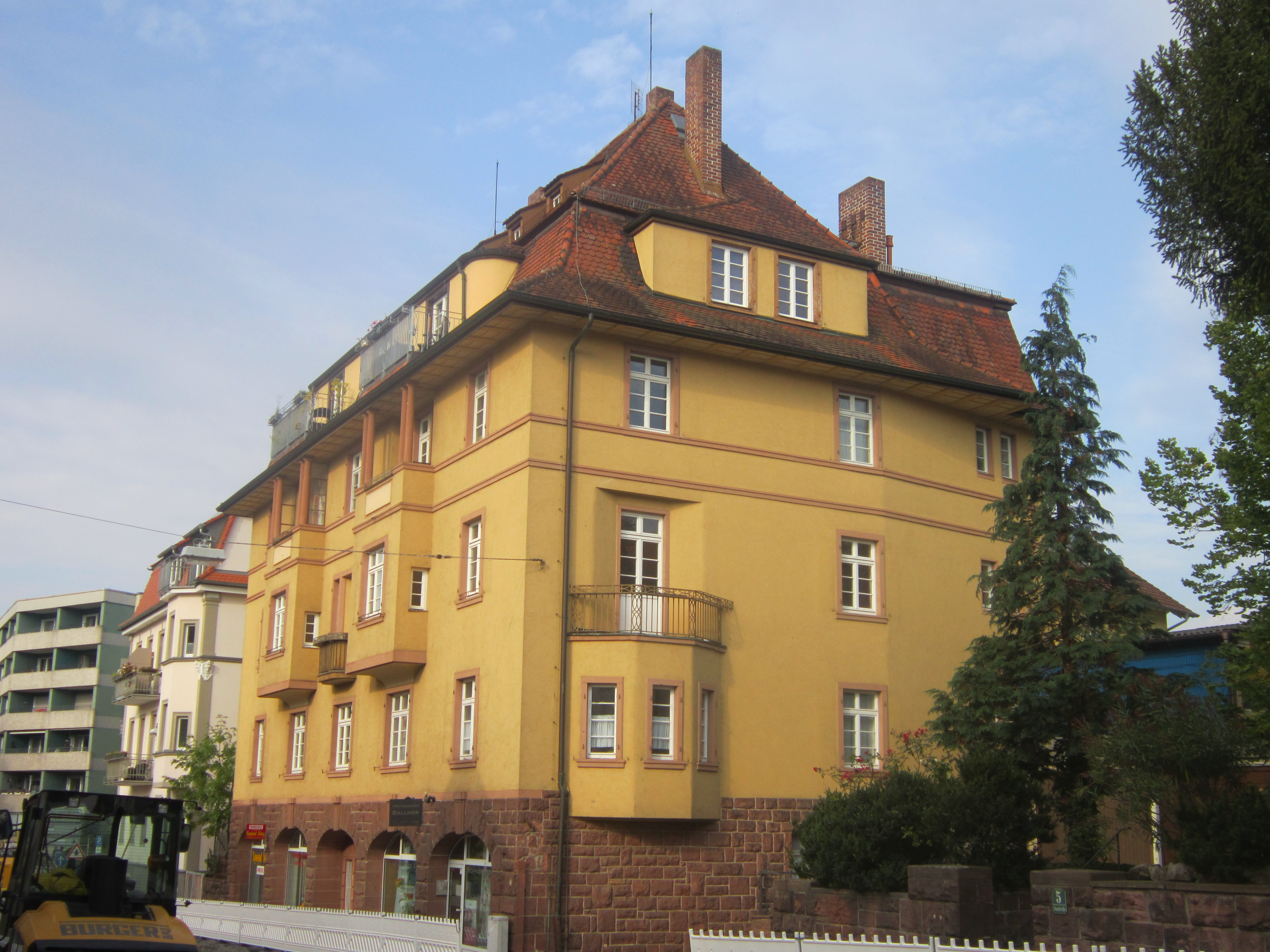
Erhardstraße 3 in Bad Kissingen

Das Anwesen Erhardstraße 3 in der Erhardstraße in Bad Kissingen, der Großen Kreisstadt des unterfränkischen Landkreises Bad Kissingen, gehört zu den Bad Kissinger Baudenkmälern und ist unter der Nummer D-6-72-114-283 in der Bayerischen Denkmalliste registriert.

## Geschichte
Der viergeschossige Mansarddachbau mit Erkern und Bossenwerk-Sockelgeschoss wurde im Jahr 1911 von Christian Haub im Spätjugendstil errichtet. Der Jugendstil äußert sich in seiner Baukörpergestaltung; die Reduzierung in der Ornamentik wiederum ist ein Element der Moderne der 1920er Jahre.